# Stenomalina pilosa
Stenomalina pilosa är en stekelart som beskrevs av Xiao och Huang 1999. Stenomalina pilosa ingår i släktet Stenomalina och familjen puppglanssteklar. Inga underarter finns listade i Catalogue of Life.